# Селайна (Оклахома)
Селайна (англ. Salina) — місто (англ. town) в США, в окрузі Мейз штату Оклахома. Населення — 1085 осіб (2020).

## Географія
Селайна розташована за координатами 36°17′23″ пн. ш. 95°9′9″ зх. д. / 36.28972° пн. ш. 95.15250° зх. д. (36.289841, -95.152571).  За даними Бюро перепису населення США в 2010 році місто мало площу 2,81 км², з яких 2,56 км² — суходіл та 0,25 км² — водойми.

## Демографія
Згідно з переписом 2010 року, у місті мешкало 1396 осіб у 516 домогосподарствах у складі 338 родин. Густота населення становила 497 осіб/км².  Було 631 помешкання (225/км²).
Расовий склад населення:
| - 52,0 % — білих - 37,5 % — корінних американців - 0,1 % — чорних або афроамериканців - 0,1 % — азіатів |

До двох чи більше рас належало 10,2 %. Частка іспаномовних становила 1,0 % від усіх жителів.
За віковим діапазоном населення розподілялося таким чином: 27,8 % — особи молодші 18 років, 56,1 % — особи у віці 18—64 років, 16,1 % — особи у віці 65 років та старші. Медіана віку мешканця становила 36,3 року. На 100 осіб жіночої статі у місті припадало 86,4 чоловіків;  на 100 жінок у віці від 18 років та старших — 84,6 чоловіків також старших 18 років.
Середній дохід на одне домашнє господарство  становив 40 544 долари США (медіана — 33 417), а середній дохід на одну сім'ю — 52 816 доларів (медіана — 43 750). Медіана доходів становила 40 909 доларів для чоловіків та 35 260 доларів для жінок. За межею бідності перебувало 24,1 % осіб, у тому числі 32,5 % дітей у віці до 18 років та 14,6 % осіб у віці 65 років та старших.
Цивільне працевлаштоване населення становило 462 особи. Основні галузі зайнятості: освіта, охорона здоров'я та соціальна допомога — 28,4 %, роздрібна торгівля — 14,5 %, виробництво — 13,0 %, науковці, спеціалісти, менеджери — 11,7 %.